# Eugoa incerta
Eugoa incerta är en fjärilsart som beskrevs av Walter Karl Johann Roepke 1946. Eugoa incerta ingår i släktet Eugoa och familjen björnspinnare. Inga underarter finns listade i Catalogue of Life.